# أغوية
أغوية هي قرية في مقاطعة كليبر، إيران. عدد سكان هذه القرية هو 250 في سنة 2006.